# Пенні

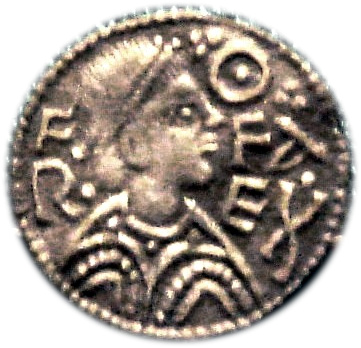
Срібний пенні короля Мерсії Оффи, VIII століття

Пенні (англ. і фр. penny, множина pence для грошової суми й pennies для декількох монет; ірл. pingin; шотл. гел. peighinn; фін. і ест. penni) — розмінна грошова одиниця багатьох країн і територій, які в різний час входили до складу Британської імперії, а також Фінляндії і Естонії. Найвідомішим є британський пенні. Під час використання фартингу, він становив за вартістю чверть пенні.

## Походження назви
Слово «пенні» має спільне коріння з німецьким пфенігом, скандинавським пенінгом, польським фенігом та пенязем, також з феннінгом Боснії та Герцеговини. 
Походження слова залишається суперечливим. Нижче надані деякі з існуючих версій:
- з кельтської pen — голова;
- з фризької panding (в свою чергу походить від латинської pondus) — вага;
- з німецької pfanne — сковорода (через форму деяких брактеатів);
- з англійської pawn, німецької pfand, скандинавської pand, що має значення "застава" чи "знак" (символ).

## Пенні різних держав

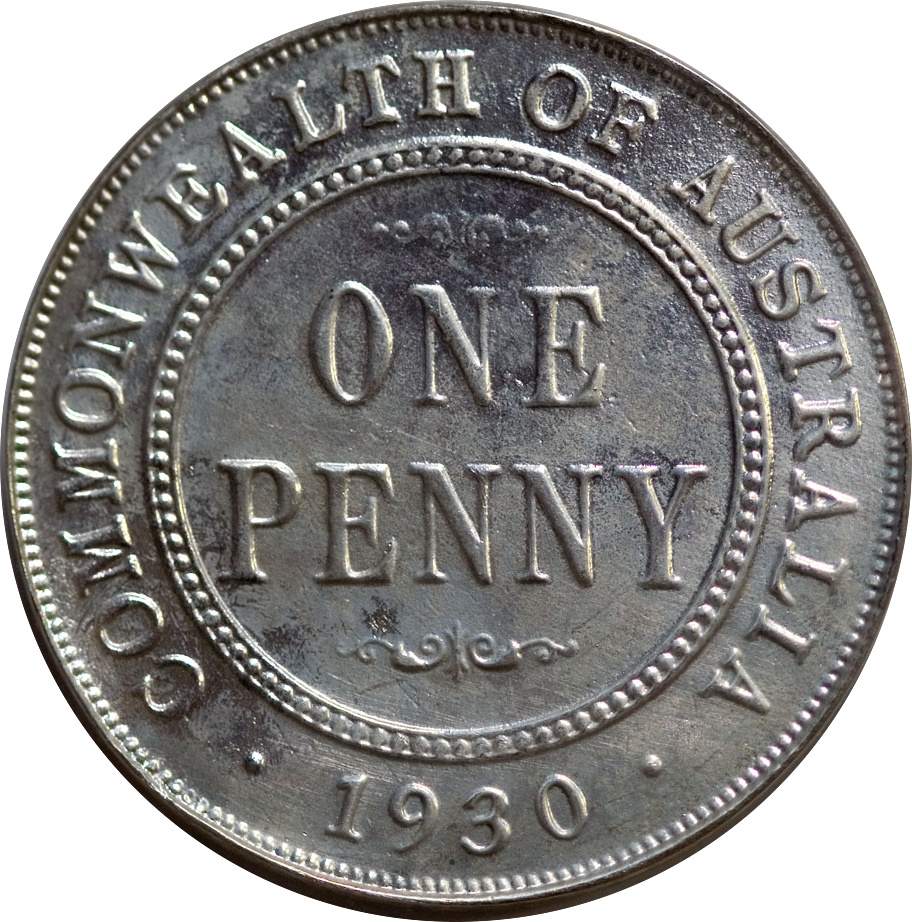
Австралійський пенні, 1930

### Британія та підлеглі території
- Британський пенні — англійська, пізніше британська монета. До лютого 1971 року пенні дорівнював 1/12 шилінгу, чи 1/240 фунта стерлінгів. З 1971 року британський фунт стерлінгів складається зі ста пенсів.
- Бермудський пенні — колишня розмінна грошова одиниця британської заморської території Бермудські острови до 1970 року. Бермудський пенні дорівнював 1/12 бермудському шилінгу, чи 1/240 бермудського фунта, співпадаючи з Британською грошовою системою. У 1970 році було введено бермудський долар, який поділяється на 100 центів.
- Гібралта́рський пенні — розмінна грошова одиниця британської заморської території Гібралтар. До 1971 року гібралтарський пенні дорівнював 1/12 гібралтарському шилінгу, чи 1/240 гібралтарського фунта, співпадаючи з Британською грошовою системою. У 1971 році (за аналогією з Великою Британією) гібралтарський фунт став налічувати 100 пенсів.
- Святої Єлени пенні — розмінна грошова одиниця британської заморської території Острови Святої Єлени, Вознесіння і Тристан-да-Кунья. Спочатку пенні Святої Єлени дорівнював 1/12 шилінгу, чи 1/240 фунта Святої Єлени, співпадаючи з Британською грошовою системою. У 1976 році фунт Святої Єлени став налічувати 100 пенсів.
- Фолклендський пенні — розмінна грошова одиниця британської заморської території Фолклендські острови. Спочатку фолклендський пенні дорівнював 1/12 фолклендському шилінгу, чи 1/240 фолклендського фунта, співпадаючи з Британською грошовою системою. У 1971 році (за аналогією з Великою Британією) фолклендський фунт став налічувати 100 пенсів.

### Історичні підлеглі територіїВеликої Британії, з грошовою системою подібною до Британської

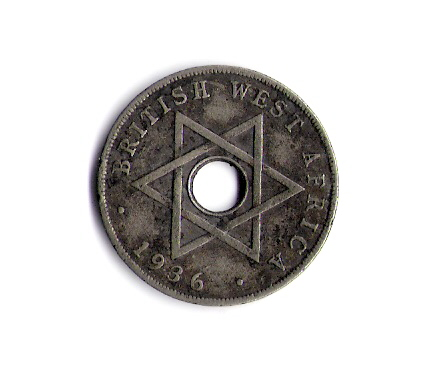
1 пенні Британської Західної Африки, 1936 рік

- Австралійський пенні — розмінна грошова одиниця домініону Австралійський союз у 1910—1964 роках. Австралійський пенні дорівнював 1/12 австралійському шилінгу, чи 1/240 австралійського фунта, співпадаючи з Британською грошовою системою. У 1966 році було введено австралійський долар, який поділяється на 100 австралійських центів.
- Західноафриканський пенні — колоніальна розмінна грошова одиниця Британської Західної Африки, в 1913-1961 роках, а також Гани в 1957-1958 роках, Сьєрра-Леоне - в 1961-1963 роках. Західноафриканський пенні дорівнював 1/12 шилінгу, чи 1/240 західноафриканського фунта, співпадаючи з Британською грошовою системою. У 1907 – 1913 роках карбувалися як окремі монети для обігу у колоніях Західної Африки, які дорівнювались до фунту стерлінгів метрополії.
- Ірландський пенні (ірл. Pingin) — до переходу Ірландії у 1998 році на євро, пенні була обіговою монетою у країні. У 1928-1970 роках один ірландський фунт складався з 240 ірландських пенсів. Пізніше один фунт складався з 100 пенсів.
- Новозеландський пенні — розмінна грошова одиниця домініону Нова Зеландія у 1933—1967 роках. Новозеландський пенні дорівнював 1/12 новозеландському шилінгу, чи 1/240 новозеландського фунта, співпадаючи з Британською грошовою системою. 10 липня 1967 року було введено новозеландський долар, який поділяється на 100 центів.

### Інші держави

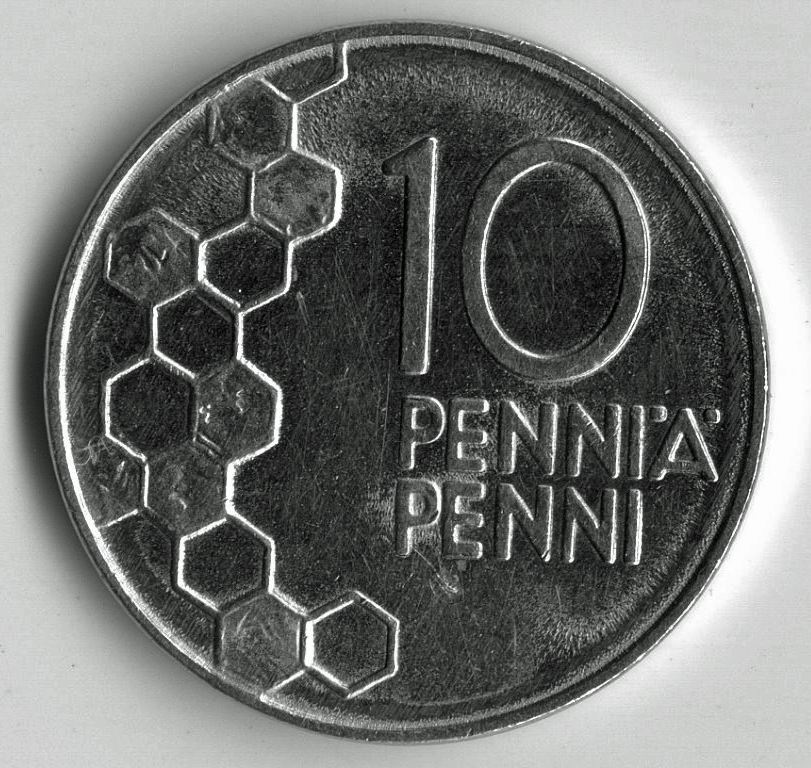
Монета 10 пенні Фінляндії, 1990

- Естонський пенні (ест. Penn) — розмінна грошова одиниця Естонії у 1918—1928 роках, яка дорівнювала 1/100 естонської марки.
- Фінляндський пенні (фін. Penni) — до переходу Фінляндії у 2002 році на євро, пенні була обіговою монетою у країні. Фінляндська марка, складалася зі 100 фінляндських пенні. Були в обігу у 1864-2002 роках.
- Шотландський пенні (шотл. гел. peighinn) — у Середні віки за прикладом Англії дорівнював 1/12 шотландського шилінга, чи 1/240 шотландського фунта. Після того, як у 1707 році парламенти Англійського королівства та Шотландського королівства приймають акт про утворення єдиної держави, 12 шотландських фунтів стали дорівнювати 1 англійському. Англійському пенні став дорівнювати шотландському шилінгу (sgillinn).

### Держави де «пенні» не є обіговою одиницею
Також, «пенні» — загальновживана назва дрібних монет у США и Канаді, офіційна назва яких — цент.

## Символ пенні
Пенні и пфенніг з’явилися як наслідування римському денарію. Тому первісний їх символ літера у латинської назві монет — denarius. В Англії та англомовних країнах писали звичайним друком — d, в Німеччині — німецьким готичним курсивом—₰.
Після переходу Великої Британії на десяткову систему у 1971 році пенні стали позначати літерою p, символ німецького пфеніга практично не використовується з середини XX століття.